# Italiaanse voedselindustrie
De Italiaanse voedselindustrie is het complex van boerenbedrijven, bedrijven die aangeleverde producten vervolgens bewerken, en de distributiebedrijven in Italië (supermarkten bijvoorbeeld), kortom bedrijven die werkzaam zijn langs de hele voedselproductieketen. Zij heeft de laatste twintig (1980-2000) jaar grote veranderingen ondergaan. Vooral de distributiesector is onderhevig geweest aan grote veranderingen.

## Inleiding
De Italiaanse voedselindustrie was in 2002 goed voor 15,6% van het bruto binnenlands product. Deze sector is van grote relevantie vanwege de aanwezigheid van buitenlandse concerns en de geografische spreiding in industriële districten (Distretti agroalimentari) van de bedrijven die in deze sector werkzaam zijn. De buitenlandse concerns en grote Italiaanse bedrijven vindt men voornamelijk in het noorden van Italië. De bewerking van producten vindt tegenwoordig vooral plaats in de industriële bedrijven, daar waar ze vroeger door de boer zelf uitgevoerd werden. De relatie tussen de boerenbedrijven en de voedselindustrie is dus veranderd, en er is meer mogelijkheid tot specialisatie.
Daarnaast is de opkomst van de grote distributieketens (supermarkten en hypermarkten bijvoorbeeld) van belang. De specialisatie binnen de bedrijven en de concentratie in een bepaald gebied maken een goede coördinatie tussen de verschillende componenten die deel uitmaken van de productieketen onmisbaar. Ook steeds meer buitenlandse concerns hebben zich in Italië gevestigd. Belangrijke buitenlandse concerns zijn: Nestlé, Danone en Unilever. Belangrijke Italiaanse bedrijven zijn: Barilla (met vestigingen onder andere in de VS) en Parmalat (zie ook het 'Parmalat-schandaal').

## Het distributiesysteem en de voedselindustrie
Het Italiaanse distributiesysteem was van oudsher gebaseerd op de commerciële activiteiten van een groot aantal kleine bedrijven (waaronder ook slagers, bakkerijen, of kleine negozi alimentari vallen). In 1981 was dat aantal 413.000. Deze situatie hing onder meer samen met het belang van de familie in economische activiteiten in het algemeen, in andere woorden met de Italiaanse bedrijfscultuur die als onderscheidend kan worden aangeduid ten opzichte van andere landen.
De bedrijven die in de voedseldistributie werkzaam waren in 2002 waren slechts 192.000. Deze sterke afname hangt samen met de opkomst, sinds begin jaren 80, van super- en hypermarkten. Hun marktaandeel is dan ook sterk gestegen: van 12% in 1985 naar 50% in 2000. Belangrijke concerns die actief zijn in deze sector zijn: Italia distribuzione, Mecades, Esd Italia, Rinascente/Intermedia, en Gruppo Carrefour. De kleine bedrijven werden uit de markt gedreven door de grote concerns, die een strategie van schaalvergroting en prijsverlaging konden toepassen.

### Concerns actief in de distributie
| Concern               | Marktaandeel | Omzet in miljoen euro |
| --------------------- | ------------ | --------------------- |
| Italia distribuzione  | 24,6%        | 15.209                |
| Mecades               | 22,0%        | 13.597                |
| Esd Italia            | 13,7%        | 8459                  |
| Rinascente/Intermedia | 13,5%        | 8332                  |
| Gruppo Carrefour      | 10,5%        | 6450                  |
| Sirio                 | 8,3%         | 5151                  |
| C3                    | 3,1%         | 1924                  |
| Standa-Rewe           | 2,4%         | 1494                  |
| Lidi                  | 1,0%         | 625                   |

Onder deze concerns, die de leiding over enkele grote Italiaanse supermarktketens hebben, bevinden zich enkele van niet-Italiaanse origine. Het betreft Mecades, Carrefour en la Rinascente-Auchan. Een trend die vanaf halverwege de jaren 80 doorzette was het verschijnen van discounts, die gericht waren op de verkoop van niet merkproducten, en dus goedkoop waren. Daarnaast wordt weinig aandacht besteed aan de presentatie van het product.

### Nieuwe trends en buitenlandse partecipatie
De trend van de laatste jaren is om steeds meer aandacht aan de kwaliteit van de producten te besteden. Deze trend heeft zich vooral doorgezet na de uitbraak van ziektes als 'de gekke koeienziekte' (ook wel Bse) en de varkenspest. Recentelijk is daar op mondiaal niveau de vogelgriep bijgekomen, waaronder vooral de Italiaanse kippenindustrie zwaar te lijden heeft. Het belangrijker worden van de kwaliteit heeft hogere prijzen tot gevolg.
De opkomst van de supermartken, hypermarkten en discounts heeft het voor de voedselindustrie mogelijk gemaakt de Italiaanse, traditioneel gefragmenteerde, detailhandel te omzeilen. Deze nieuwe distributievormen maakten daarnaast schaalvergroting mogelijk, en daarmee het behalen van grotere marktaandelen. Men probeerde die economische doelstellingen te verwezenlijken door middel van contractuele relaties met de bedrijven die voor massadistributie konden zorgen. Deze ontwikkeling, die in Italië later op gang kwam dan in andere Europese landen, trok de buitenlandse aandacht: de Italiaanse markt bood economisch gezien gunstige ontwikkelingen, op basis waarvan buitenlandse bedrijven hun activiteiten winstgevend konden uitbreiden naar Italië.
Dit gebeurde vooral door middel van overnames van Italiaanse bedrijven die in de nationale voedselindustrie werkzaam waren. Het belang van buitenlandse bedrijven  is gestegen van 3,5% in 1995 naar 44% in 2002. Een ander gevolg van de relatie tussen de voedselindustrie die op contractuele basis producten aanleverde en massadistributiebedrijven, was het ontstaan van de 'huismerken'. Belangrijke Italiaanse bedrijven in de voedselindustrie zijn onder andere Parmalat, Barilla, Ferrero, Veronesi en Cremonini. Buitenlandse concerns met aandelen in Italiaanse bedrijven of die direct aanwezig zijn op de Italiaanse markt zijn onder andere Nestlé, Danone en Unilever.

## De Italiaanse handelsbalans: landbouw en voedselindustrie
De balans van de voedselindustrie in haar geheel vertoont een tekort. Dit is het gevolg van de gestegen vraag naar voedingswaren in combinatie met structurele zwakheden in de Italiaanse landbouw die daar niet aan kan voldoen. De import is vooral toegenomen voor de producten die aan zware Europese concurrentie zijn blootgesteld. Het tekort hangt vooral van toepassing op echte landbouwproducten, terwijl de grote voedingsindustrie (die de producten bewerken en klaarmaken voor distributie naar bijvoorbeeld de supermarkten) een veel kleiner aandeel heeft. De voedingsindustrie importeert veel landbouwproducten om ze vervolgens te bewerken.
In 2002 was het tekort 8000 miljoen euro (import: 27 miljard, import: 19 miljard euro). Italië heeft vooral een tekort op de balans met Nederland en Frankrijk, terwijl zij licht positief is met Duitsland en het Verenigd Koninkrijk. Het tekort op de handelsbalans onthult het onvermogen van de Italiaanse bedrijven om het hoofd te bieden aan de buitenlandse concurrentie. Dit hangt samen met het onvermogen van de landbouwbedrijven om aan de nationale vraag te voldoen: goedkoop produceren waardoor het efficiënt wordt, en dus om te exporteren. Buitenlandse producten vervangen de Italiaanse, of verslaan ze wat prijsniveau betreft. Ook dit hangt deels samen met de Italiaanse bedrijfscultuur en de praktijk van het familisme.
Daarnaast speelt de liberalisering van de Europese en mondiale markt een grote rol. Waar men eerst tot protectionistische maatregelen kon overgaan, is dat nu alleen mogelijk op het niveau van de Europese Unie. Het nationaal belang komt dus op het tweede plan te staan.